# Praktik (samhällsvetenskap)
Praktik (plural praktiker, uttal: praktiker med betoning på "i") avser inom samhällsvetenskaplig teoribildning handlingsmönster i olika sammanhang.
Begreppet bygger vidare på Michel Foucaults poststrukturalism och syftar på handlingsmönster i olika sammanhang. Exempelvis: en social praktik och kulturell praktik kan innebära ett visst handlingsmönster och ett visst ställningstagande som bygger på förväntningar hos sociala normer och sociala spelregler. Den enskilda individen förhåller sig till dessa förväntningar och genom det reproduceras handlingsmönster, ideologiska föreställningar och metoder.